# Гордеев, Фёдор Константинович
Фёдор Константинович Гордеев (род. 27 января 1999, Омск) — американский и российский хоккеист, защитник. Имеет также канадское гражданство.

## Биография
Уроженец Омска. Вначале занимался фигурным катанием, через год перешёл в хоккей, начинал играть на позиции нападающего. В возрасте семи лет вместе с семьёй переехал в Канаду, где получил гражданство. Играл за юниорские команды «Вон Кингз» (Вон (Онтарио), 2013/14), «Торонто Ред Уингз» (2014/15), «Милтон Айсхокс» (2014/15), «Анкастер Эвеланш» (2015/16).
На драфте НХЛ 2017 года был выбран в 5-м раунде под общим 141-м номером клубом «Торонто Мейпл Лифс». Играл в клубах OHL «Гамильтон Булдогс» (2015/16 — 2016/17), «Флинт Файрбёрдс» (2016/17 — 2018/19), «Гелф Сторм» (2018/19 — 2019/20). Выступал за команды «Айова Уайлд» (2020/21, AHL), «Айова Хартлендерс» (2021/22) и «Мэн Маринерс» (2022/23, обе — ECHL).
18 июля 2023 года подписал однолетний контракт с клубом КХЛ «Сибирь». 17 января 2024 года КХЛ заявила, что клуб оштрафован на 2 млн. рублей, получил четыре технических поражения и лишён четырёх очков: «Сибирь» превысила лимит на легионеров в связи с тем, что за команду выступал Гордеев. Оказалось, что при заявке Гордеева на сезон у него было заявлено гражданство России, но спортивное гражданство США. Руководство клуба в декабре обратилось в ФХР с целью оформить Гордееву спортивное гражданство России, но по регламенту КХЛ менять спортивное гражданство в базе данных можно только один раз в году, что было учтено в августовской заявке. 12 февраля Гордеев расторг контракт; права на него остались за «Сибирью». Гордеев продолжил сезон в «Мэн Маринерс». 13 февраля «Сибирь» объявила о заключении нового двухлетнего контракта с Гордеевым.